# АДСЛ
Асиметрична дигитална претплатничка линија (енгл. ADSL-Asymmetric Digital Subscriber Line) је асиметрична у смислу брзине преноса података тј. то значи могућност бржег преноса података у даунлоуд-у (ка кориснику), него што је то у аплоуд-у пренос података од корисника ка мрежи. Пренос се врши по телефонској бакарној парици претплатника. У Србији АДСЛ је кренуо у понуду од 2005. године. Прво у великим градовима а касније и у провинцији.

## Увод
Развој телекомуникација у XX веку одвијао се тако што је за сваки сервис грађена посебна инфраструктура. Тако је настала (јавна) мрежа за телефонски сервис, телеграфски сервис и сервис за пренос података. Веза између телефонских претплатника и «њихових централа» највећим делом је ишла преко бакарних парица. Тако је до краја 2001. године у свету било инсталирано око милијарду телефонских линија (бакарних водова-парица). Узимајући у обзир огромна улагања у такву локалну инфраструктуру и нарасле потребе корисника за новим сервисима (видео на захтев, видео конференције, рад од куће, телемедицина, учење на даљину, интерактивне мрежне игре, радио и ТВ, мрежна куповина) било је логично очекивати развој телекомуникационих услуга у правцу коришћења постојеће инфраструктуре. Први корак је била ИСДН технологија, али се средином последње декаде XX века, са експанзијом Интернета, јавила потреба за нечим што би омогућило велике протоке података од и ка крајњем кориснику услуге. Томе захтеву је одговорила нова xDSL технологија. Она омогућава да се по постојећој инфраструктури (бакарним парицама) пружи крајњем кориснику како приступ фиксној телефонској мрежи и услугама које она пружа, тако и приступ Интернету са великим брзинама протока (теоретски 8.192 Мбит/с).
У технологији ДСЛ-а постоји неколико подврста, међутим, она која се данас најчешће користи је такозвана асиметрична дигитална претплатничка линија (ADSL-Asymetric Digital Subscriber Line). Асиметричност, заправо значи могућност бржег преноса података у даунлод-у (ка кориснику), него што је то у аплоад-у (пренос података од корисника ка мрежи). Већина најзанимљивијих апликација за кориснике на мрежи су асиметричне (видео на захтев, приступ Интернету, мултимедијални приступ, куповина од куће, и тако даље.) где много више информација корисник „преузима“ са мреже него што их њој „шаље“. Обезбеђивање широкопојасних и телефонских сервиса преко АДСЛ линије се заснива на одвојеним претплатама. Телефонским сервисима се управља на нивоу комутационог чвора као и са осталим «традиционалним» претплатницима. Широкопојасним сервисима се управља на нивоу широкопојасне мреже од стране пружаоца ове услуге.

## Принцип рада АДСЛ-а
Кроз бакарну парицу, на мањим растојањима, може се пренети много више информација него што је садржано у говрном сигналу. АДСЛ користи „вишак“ овог капацитета за пренос информација, без ометања телефонског разговора који може да се одвија паралелно/истовремено. Читав принцип се заснива на томе да се одговарајуће фреквенције вежу за одређене задатке.
АДСЛ технологија дели расположиви фреквенцијски опсег обичне бакарне парице на три дела. За говорну комуникацију потребан је ограничен пропусни опсег, јер људско уво може регистровати звук у опсегу од 50 Hz до 16000 Hz; даље, у људски говор, да би био пренесен а да остане разумљив, довољно је да се пренесу фреквенције од 300 Hz до 3400 Hz, па се све изван овог опсега филтрира и не преноси током телефонског разговора.
- Основни опсег који је предвиђен за класични телефонски саобраћај (енгл. Plain Old Telephone Service), посебним филтером, такозваним сплитером, је одвојен од осталих опсега методом који гарантује да ће се телефонски разговор одвијати и у случају да АДСЛ закаже.
- Други опсег фреквенција преноси сигнал података који шаље информације од корисника ка мрежи, аплуод (upload).
- Трећи пропусни опсег је веза велике брзине ка кориснику, даунлоуд (download).

## Структура ДСЛ мреже
Постојећа телефонска инфраструктура је у првом реду намењена за пренос говора, тако да ова мрежа није у старту прилагођена за пренос података великом брзином. Због тога су потребне одређене измене на постојећој телефонској мрежи. Да би се створила мрежа за брзи пренос података базирана на ДСЛ услугама, потребно је обезбедити неколико врста мрежне опреме.

### Страна претплатника
На страни претплатника налази се раздвајач и ДСЛ модем. Раздвајач је уређај који се веже на оба краја телефонске линије и служи за раздвајање ДСЛ сигнала од сигнала класичне телефоније или ИСДН-а. Преко раздвајача се прикључује обичан телефонски апарат или ИСДН терминални уређај и то у зависности да ли је АДСЛ реализован преко обичне телефонске линије или преко базног ИСДН-а.
ДСЛ модем/рутер се прикључује на други излаз раздвајач-а и омогућује проток података са корисничког рачунара на ДСЛ линију. ДСЛ терминални уређај (ДСЛ Модем/ДСЛ Рутер) који се спаја на рачунар и на ДСЛ линију, односно раздвајач, служи за пренос података. ДСЛ терминали се производе углавном у две везије:
- рачунар се спаја преко USB-а
- рачунар се спаја преко мрежне картице

### Страна централе
У телефонској централи налази се ДСЛАМ (Digital Subscriber Line Access Multiplexer) кога чине раздвајач (сплитер) и ДСЛ модем. Улога раздвајача је да сав саобраћај који стигне до њега преко претплатничке линије подели на два дела:
- телефонски саобраћај - који шаље ка телефонској мрежи и
- дигиталне податке који се усмеравају преко ДСЛ модема на Интернет.

Овде долазимо до највеће разлике између АДСЛ-а и кабловског приступа Интернету преко кабл модема:
- АДСЛ преко ДСЛАМ-а обезбеђује резервисану везу сваком прикљученом кориснику и
- не постоји никаква зависност између квалитета услуге и броја корисника,

док се код кабловског приступа Интернету, додавањем корисника на грану кабла смањује квалитет приступа Интернету сваком кориснику посебно, јер се ресурс дели.

## Проблеми у примени ДСЛ технологије

### Слабљење
Приступна мрежа се састоји од локалних петљи и опреме која повезује комутациони чвор, односно телефонску централу с корисничком опремом. Мрежа се типично састоји од вишежилних каблова корисничких парица - до разделника, одакле се парица наставља до сваког појединачног корисника. На дугачким локалним петљама долази до слабљења, односно пригушења и изобличења аналогног сигнала. Решења која су се раније примењивала у оквиру аналогне телефонске мреже су се састојала у „пупинизацији“, односно уградњи индуктивних калемова на сваких 1.800 m. Али како калеми нису компатибилни са особинама ДСЛ преноса који ради на знатно вишим фреквенцијама, Пупинови калемови морају бити уклоњени пре примене ДСЛ-а.
Но и поред тога постоји граница домета која је у функцији пречника проводника и брзине. Домет се смањује са смањењем пречника проводника и повећањем брзине. Примера ради проводник дебљине 0,4 mm и брзина од 2 Мбит/с имају максимални домет (теоретски) од 4,6 километара. У пракси због разних других сметњи и утицаја та цифра је мања.

### Преслушавање
У приступној телефонској мрежи, вишеструко изоловане бакарне парице су спојене заједно у кабл. Електрична енергија, која се преноси линијом у облику модулисаног сигнала, зрачи електромагнетну енергију на суседне жице, односно линије које су у истом снопу. Суседне парице у снопу које емитују или примају информације у истом опсегу фреквенција могу бити узрок значајних сметњи и изобличења сигнала. То се догађа због тога што се индукован сигнал меша са оригиналним сигналом који је намењен за пренос. Резултат је другачији таласни облик сигнала од оригиналног. Постоје две категорије преслушавања. Преслушавање на ближем крају и на даљем крају. Први случај је од већег утицаја.

## АДСЛ стандарди
| Назив стандарда          | Употребно име      | Брзина преузимања (downstream rate) | Брзина слања (upstream rate) | Одобрен (година) |
| ------------------------ | ------------------ | ----------------------------------- | ---------------------------- | ---------------- |
| ANSI T1.413-1998 Issue 2 | ADSL               | 8 Mbit/s                            | 1.0 Mbit/s                   | 1998             |
| ITU G.992.1              | ADSL (G.DMT)       | 12 Mbit/s                           | 1.3 Mbit/s                   | 1999-07          |
| ITU G.992.1 Annex A      | ADSL over POTS     | 12 Mbit/s                           | 1.3 MBit/s                   |                  |
| ITU G.992.1 Annex B      | ADSL over ISDN     | 12 Mbit/s                           | 1.8 MBit/s                   |                  |
| ITU G.992.2              | ADSL Lite (G.Lite) | 1.5 Mbit/s                          | 0.5 Mbit/s                   | 1999-07          |
|                          |                    |                                     |                              |                  |
| ITU G.992.3              | ADSL2              | 12 Mbit/s                           | 1.0 Mbit/s                   | 2002-07          |
| ITU G.992.3 Annex J      | ADSL2              | 12 Mbit/s                           | 3.5 Mbit/s                   |                  |
| ITU G.992.3 Annex L      | RE-ADSL2           | 5 Mbit/s                            | 0.8 Mbit/s                   |                  |
| ITU G.992.4              | splitterless ADSL2 | 1.5 Mbit/s                          | 0.5 Mbit/s                   | 2002-07          |
|                          |                    |                                     |                              |                  |
| ITU G.992.5              | ADSL2+             | 24 Mbit/s                           | 1.0 Mbit/s                   | 2003-05          |
| ITU G.992.5 Annex M      | ADSL2+M            | 24 Mbit/s                           | 3.5 Mbit/s                   |                  |